# Carole Facal
Pour les articles homonymes, voir Facal et Caracol.
Carole Facal est une auteur-compositeur-interprète québécoise.

## Biographie
Née d'un père uruguayen et d'une mère suisse, elle a grandi à Sherbrooke, Québec. Elle a d'abord eu une formation classique en violon avant d'apprendre la guitare et d'écrire ses propres chansons.
Elle est de retour au Québec au sein du groupe de reggae Kaliroots avant de fonder en 1998 avec Doriane Fabreg (Doba) le duo aux dreadlocks nommé DobaCaracol. Leur style musical particulier s'inspire de musiques traditionnelles d'Afrique, Amérique du Sud et d'Europe. Deux albums Le calme-son et Soley, un Félix pour "l'album musique du monde" et une tournée mondiale dans 16 pays et plus de 425 concerts avant que les deux fondatrices du groupe annoncent une pause en septembre 2008, pour qu'elles puissent réaliser leurs propres projets - soit pour Carole Facal son début solo sous le nom Caracol.
Caracol sort alors son premier album solo le 9 septembre 2008 intitulé L'arbre aux parfums.
En février 2009, lors du Gala des prix RIDEAU, à Québec, elle a obtenu le Prix des diffuseurs européens Sodec/RIDEAU puis a été citée aux Juno Awards dans la catégorie «Album francophone de l’année».
En décembre 2009, elle a effectué une tournée au Canada avec Serena Ryder puis, en mars 2010, une tournée européenne en France, Belgique et Suisse.
À 17 ans, elle a également entamé une carrière de snowboardeuse durant 6 années en Colombie-Britannique.
Carole Facal est la sœur de l'ancien homme politique québécois Joseph Facal.

## Discographie

### Albums
DobaCaracol
Solo

### Autres morceaux enregistrés
- 2010 : D'une beauté terrible, pour le site Haiti mon cœur

## Récompenses
DobaCaracol
- 2005 : FÉLIX de l’album musique du monde.

Solo
- 2009 : Révélation Radio-Canada Musique.
- 2009 : Prix Miroir pour le meilleur spectacle au Festival d'été de Québec.